# OSG Baden-Baden

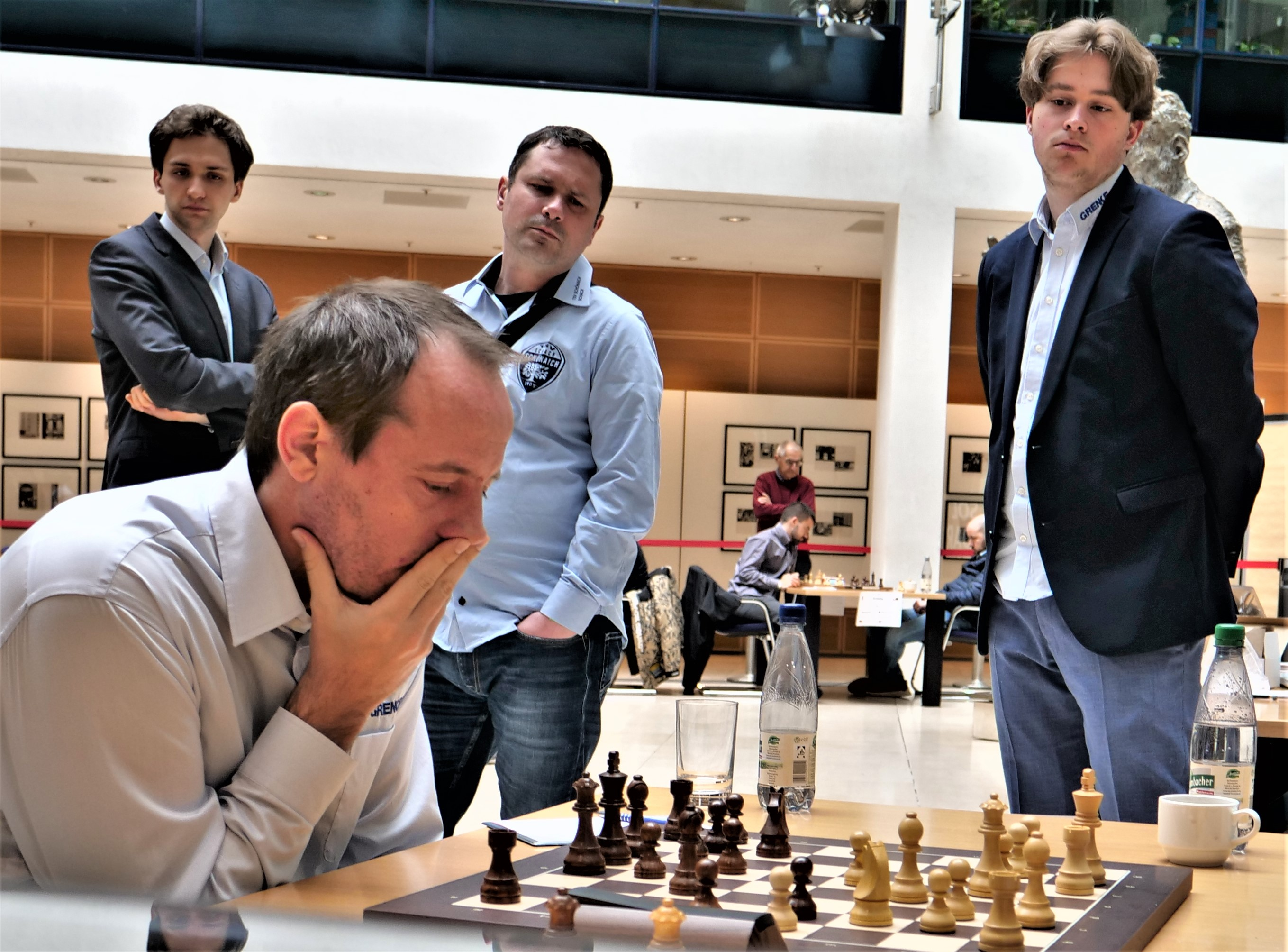
Francisco Vallejo Pons und Kiebitze Vincent Keymer (re.) und Alexander Donchenko (li.) am 2. April 2023 im Berliner Willy-Brandt-Haus

Die Ooser Schachgesellschaft Baden-Baden 1922 e. V. (kurz OSG Baden-Baden) ist ein deutscher Schachverein mit Sitz in Baden-Baden. Er hat ca. 380 Mitglieder, verfügt über acht Herren-Mannschaften von der Kreisklasse II bis zur Schachbundesliga, eine Damenmannschaft und zahlreiche Jugendmannschaften.

## Geschichte

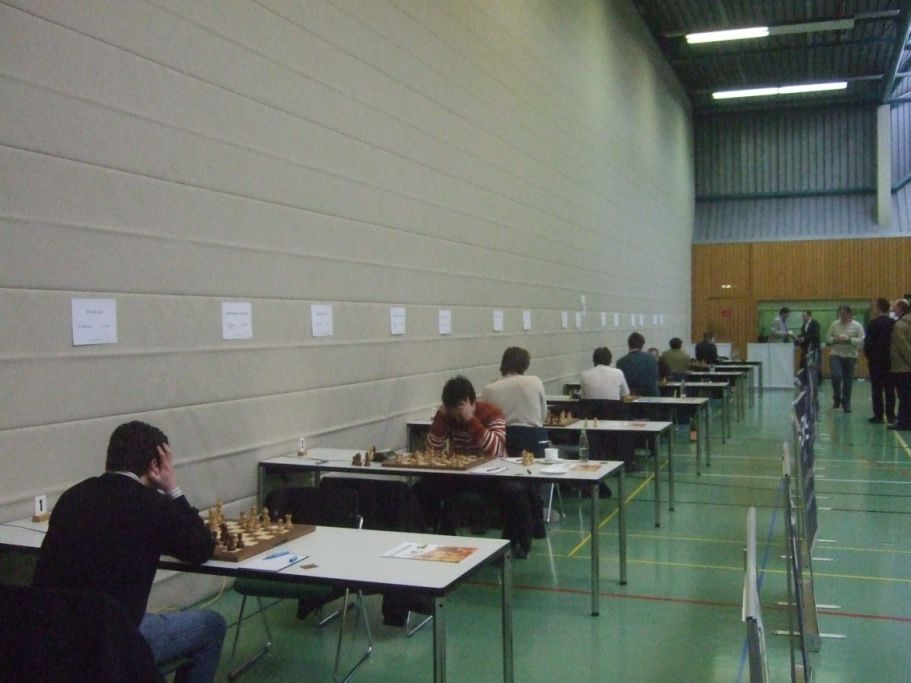
OSG Baden-Baden gegen SF Katernberg am 5. April 2008

Der Verein wurde 1930 als Schachclub Baden-Oos durch 15 Schachfreunde im Baden-Ooser Gasthof „Goldener Stern“ gegründet. Noch in der Saison 1998/1999 spielte der Verein in der Landesliga Mittelbaden, was der fünften deutschen Spielklasse entsprach. Danach begann Wolfgang Grenke, der Vorstandsvorsitzende der Grenkeleasing AG, mit dem Sponsoring des Vereins und ermöglichte so dessen stetigen sportlichen Aufstieg. Unter der Führung von Jürgen Gersinska wurde der Verein im Dezember 2004 in Ooser Schachclub von 1930 Baden-Baden e. V. (kurz: OSC Baden-Baden) umbenannt. Nach einem Konflikt mit dem Sponsor um das Budget für die Frauenmannschaft trat Jürgen Gersinska 2005 von seinem Amt zurück; ihm folgte Helmut Zanner im Amt des ersten Vorsitzenden nach. Am 20. Juni 2008 beschloss die Mitgliederversammlung, sich mit der Schachgesellschaft Baden-Baden 1922 e. V. zusammenzuschließen und den Vereinsnamen in „Ooser Schachgesellschaft (OSG) Baden-Baden 1922 e. V.“ zu ändern.

## Sportliche Erfolge

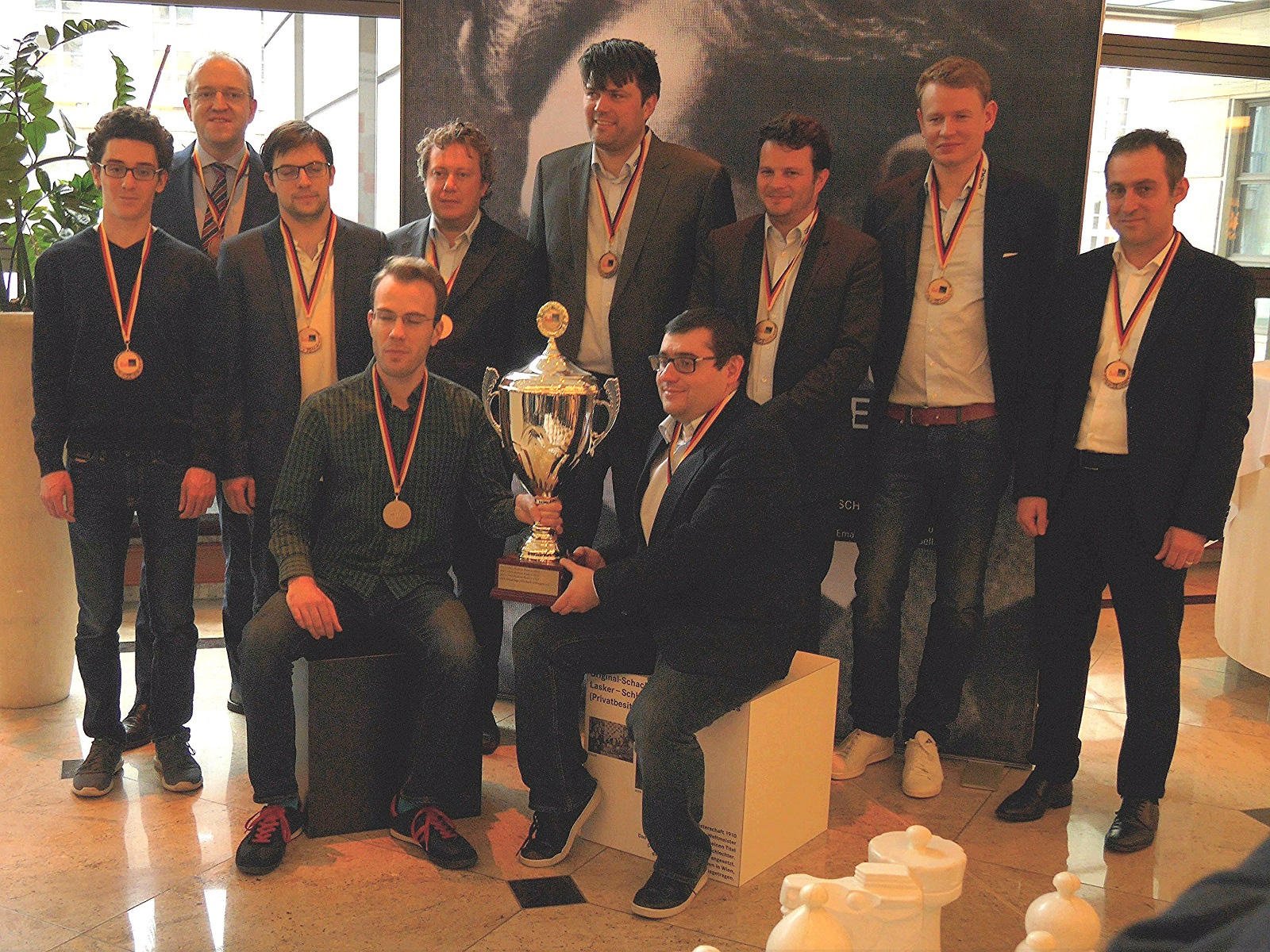
Deutscher Mannschaftsmeister 2017

2002 gelang der ersten Mannschaft der Aufstieg in die 1. Bundesliga. Das angestrebte Ziel des deutschen Meistertitels wurde nach einem 8. Platz 2003, einem 2. Platz 2004 und einem 3. Platz 2005 zunächst nicht erreicht. Am Ende der Saison 2005/06 wurde die Bundesligamannschaft unter der Mannschaftsführung von Sven Noppes dann erstmals deutscher Mannschaftsmeister und verteidigte bis zur Saison 2014/15 in jeder Saison den Titel.
Im Jahr 2022 gewann die OSG Baden-Baden zum sechzehnten Mal die deutsche Mannschaftsmeisterschaft. Die OSG ist deutscher Rekordmeister.
2002/03 (Svidler, Krasenkow, Hübner, Dautow) und 2004/05 (Svidler, Krasenkow, Dautow, Hübner) gegen die SG Porz, 2006/07 (Krasenkow, Nielsen, Döttling, Schenk) und 2007/08 (Naiditsch, Krasenkow, Döttling, Schlosser) gegen die Solinger SG 1868 gewann die OSG Baden-Baden, jeweils durch einen Finalsieg, die Deutsche Pokal-Mannschaftsmeisterschaft. 2009/10 (Movsesian, Naiditsch, Schlosser, Dautow) gewann man erneut den Pokal, diesmal wieder gegen die SG Porz, 2011/12 (Meier, Naiditsch, Döttling, Gustafsson) folgte der Finalsieg gegen den SK Norderstedt, 2013/14 erneut gegen SG Porz und 2014/15 gegen SC Rotation Pankow (jeweils mit Naiditsch, Nisipeanu, Dautow, Döttling).

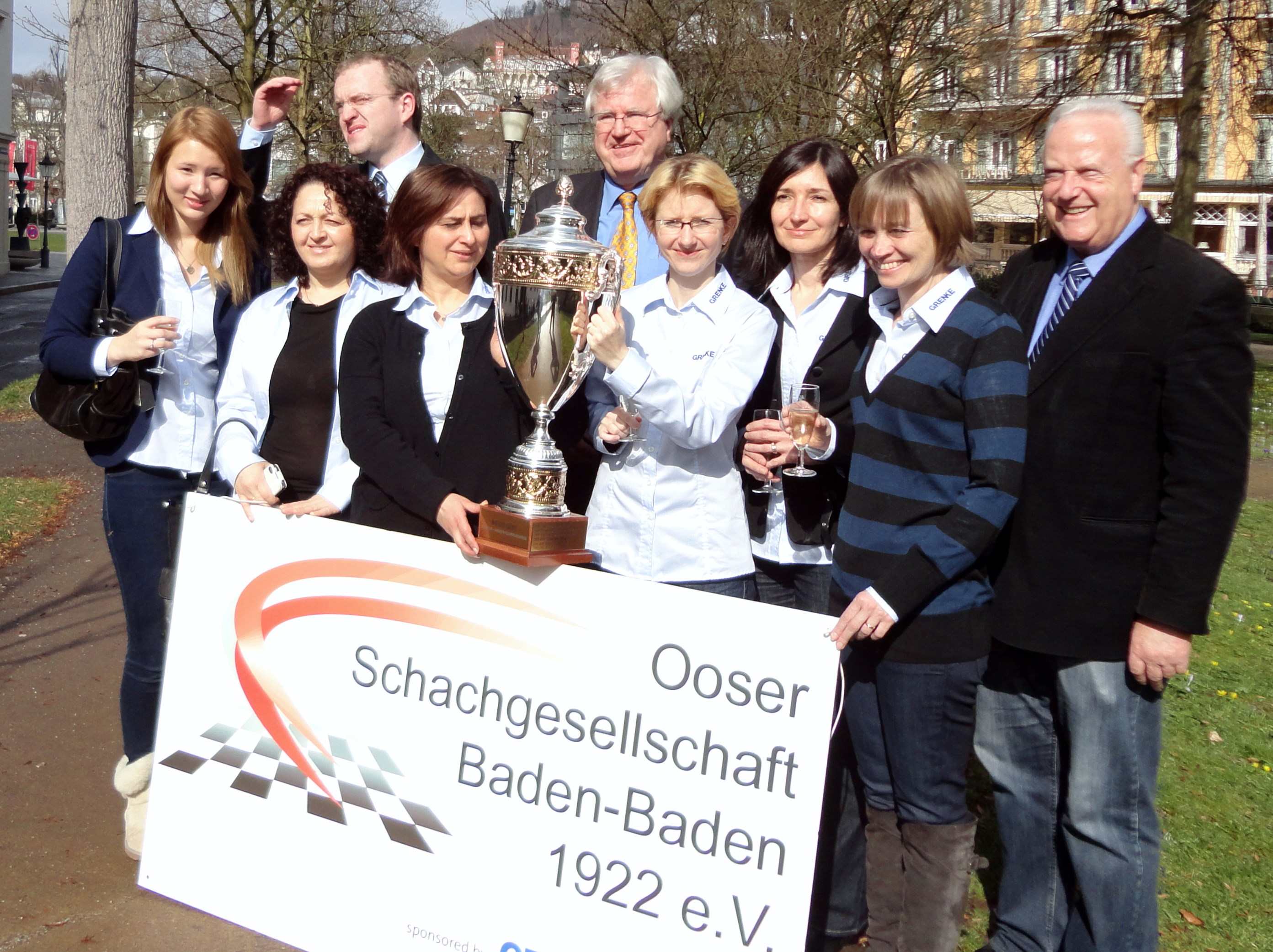
Die Damen gewannen 2013 in Baden-Baden die Bundesliga der Frauen

Die Damenmannschaft der OSG Baden-Baden errang die deutsche Mannschaftsmeisterschaft in den Jahren 2003 bis 2005, 2008 bis 2013 und 2015 bis 2016, 2018 und 2022.
Die Jugendmannschaft (U20) wurde 2005 Deutscher Meister, die Mädchenmannschaft U14 wurde 2018 Deutscher Meister.

## Spiellokal
Seit Ostern 2009 hat die OSG ihre Heimstätte im Schachzentrum Baden-Baden im Kulturhaus LA8 in der Lichtentaler Allee, in unmittelbarer Nähe zu Kurhaus, Theater und Burda-Museum. Zuvor war der Verein im Markgraf-Ludwig-Gymnasium untergebracht, die Bundesligakämpfe wurden im Casino des Hauptsponsors Grenkeleasing AG ausgetragen.

## Bekannte Spieler
Bekannte aktuelle und ehemalige Spielerinnen des Vereins:
- Ketewan Arachamia-Grant
- Viktorija Čmilytė
- Hou Yifan
- Jekaterina Kowalewskaja
- Mai Narva
- Eva Moser
- Anna Musytschuk
- Marija Musytschuk

Bekannte aktuelle und ehemalige Spieler des Vereins:
- Michael Adams
- Viswanathan Anand
- Lewon Aronjan
- Étienne Bacrot
- Magnus Carlsen
- Fabiano Caruana
- Rustem Dautov
- Fabian Döttling
- Jan Gustafsson
- Andreas Heimann
- Robert Hübner
- Rustam Kasimjanov
- Michał Krasenkow
- Georg Meier
- Sergej Movsesjan
- Arkadij Naiditsch
- Peter Heine Nielsen
- Liviu-Dieter Nisipeanu
- Jean-Noël Riff
- Alexei Schirow
- Philipp Schlosser
- Roland Schmaltz
- Raoul Strohhäker
- Pjotr Swidler
- Maxime Vachier-Lagrave
- Francisco Vallejo Pons

## Vereinsvorsitzende

### Schachgesellschaft Baden-Baden 1922 (1922–2008)
- Oskar Giese, 1922–1928
- Arnold Borel, 1930–1938
- Friedrich Mues, 1938–1942
- Leo Schmid, 1947–1948
- Curt Wohl, 1948–1950
- Karl Mühlherr, 1950–1952
- Aladar von Weigerth, 1952–1954
- Robert Sutterer, 1954–1955
- Hermann Heußler, 1955–1959
- Robert Sutterer, 1959–1974
- Anton Iblacker, 1974–1975
- Herbert Hauser, 1975–2008

### Schachclub Baden-Oos / Ooser Schachclub von 1930 Baden-Baden (1930–2008)
- Robert Schnell, 1930–1934
- Emil Haury, 1934–1945
- Eduard Gieringer, 1947–1963
- Arthur Lehre, 1963–1967
- Franz Mayer, 1967–1971
- Arthur Lehre, 1971–1973
- Günter Jenner, 1973–1974
- Arthur Lehre, 1974–1975
- Wolfgang Grenke, 1975–1979
- Arthur Lehre, 1979–1980
- Günter Jenner, 1980–1984
- Helmut Zanner, 1984–1986
- Reiner Jung, 1986–2001
- Jürgen Gersinska, 2001–2005
- Helmut Zanner, 2005–2008

### Ooser Schachgesellschaft Baden-Baden 1922 (seit 2008)
- Helmut Zanner, 2008–2010
- Gerhard Eckarth, 2010–2012
- Jens Thieleke, 2012–2016
- Patrick Bittner, seit 2016